# Сампурский район
Са́мпурский райо́н — административно-территориальная единица (район) и муниципальное образование (муниципальный район) на юге центральной части Тамбовской области России.
Административный центр — посёлок Сатинка. До 1979 года центр находился в селе Сампур.

## География
Площадь 1008 км². Граничит на юге с Токарёвским и Жердевским, на востоке — с Ржаксинским, на севере — с Рассказовским и на западе — со Знаменским районами Тамбовской области.
Основные реки — Цна и её притоки.

## История
Сампурский район образован 30 июля 1928 года. Его население составляло более 86 тысяч человек, а границы были значительно шире нынешних, в основном за счёт территорий, впоследствии отошедших в Знаменский, Рассказовский и Ржаксинский районы.
Сегодня же территория района составляет 1062 км², в том числе более 90 000 гектаров сельскохозяйственных угодий и около 800 гектаров лесных насаждений. На 1 января 2000 г. население района составило 17,6 тыс. человек занятых, главным образом, сельскохозяйственным производством. Главная река Тамбовщины, Цна, берёт своё начало в Сампурском районе. Её исток находятся возле села Бахарево. Наиболее крупные сёла Сатинка, Сампур и Ивановка.
7 марта 1941 года часть территории Сампурского района была передана в новый Знаменский район.
В 1981 году центр района из Сампура был перенесён в посёлок Сатинка, расположенный возле железнодорожной магистрали.

## Население
| 2002    | 2009    | 2010    | 2012    | 2013    | 2014    | 2015    | 2016    | 2017    |
| ------- | ------- | ------- | ------- | ------- | ------- | ------- | ------- | ------- |
| 16 487  | ↘14 756 | ↘14 204 | ↘13 753 | ↘13 438 | ↘13 128 | ↘12 852 | ↘12 555 | ↘12 253 |
| 2018    | 2019    | 2020    | 2021    |         |         |         |         |         |
| ↘12 038 | ↘11 763 | ↘11 552 | ↗12 093 |         |         |         |         |         |

### Национальный состав
По итогам переписи населения 2020 года проживали следующие национальности (национальности менее 0,1 % и другое, см. в сноске к строке «Другие»):
| Национальность | Численность, чел. | Доля     |
| -------------- | ----------------- | -------- |
| Русские        | 11 108            | 91,85 %  |
| Армяне         | 147               | 1,22 %   |
| Украинцы       | 142               | 1,17 %   |
| Азербайджанцы  | 69                | 0,57 %   |
| Цыгане         | 54                | 0,45 %   |
| Даргинцы       | 52                | 0,43 %   |
| Татары         | 25                | 0,21 %   |
| Таджики        | 24                | 0,20 %   |
| Узбеки         | 13                | 0,11 %   |
| Белорусы       | 13                | 0,11 %   |
| Другие         | 446               | 3,68 %   |
| Итого          | 12 093            | 100,00 % |

## Административное деление
Сампурский район как административно-территориальное образование включает 5 сельсоветов.
В Сампурский район как муниципальное образование со статусом муниципального района входят 5 муниципальных образований со статусом сельских поселений:
| № | Муниципальное образование | Административный центр | Количество населённых пунктов | Население | Площадь, км2 |
| - | ------------------------- | ---------------------- | ----------------------------- | --------- | ------------ |
| 1 | Бахаревский сельсовет     | село Бахарево          | 4                             | ↗883      | 157,50       |
| 2 | Ивановский сельсовет      | село Ивановка          | 12                            | ↗2452     | 244,98       |
| 3 | Сампурский сельсовет      | село Сампур            | 7                             | ↗2632     | 167,14       |
| 4 | Сатинский сельсовет       | посёлок Сатинка        | 11                            | ↗5331     | 291,91       |
| 5 | Серединовский сельсовет   | село Серединовка       | 3                             | ↘795      | 146,45       |

В рамках организации местного самоуправления в 2004 году были созданы 8 муниципальных образований со статусом сельских поселений (сельсоветов). В 2010 году упразднённый Периксинский сельсовет включён в Сатинский сельсовет. В 2013 году упразднённый Первомайский сельсовет включён в Ивановский сельсовет, а Медненский — в Сатинский сельсовет.

## Населённые пункты
В Сампурском районе 36 населённых пунктов (все — сельские).
| №  | Населённый пункт      | Тип     | Население | Муниципальное образование |
| -- | --------------------- | ------- | --------- | ------------------------- |
| 1  | Александровка         | деревня | 112       | Ивановский сельсовет      |
| 2  | Александровские Верхи | деревня | 203       | Бахаревский сельсовет     |
| 3  | Александро-Павловка   | деревня | 73        | Сатинский сельсовет       |
| 4  | Андреевка             | деревня | 6         | Сатинский сельсовет       |
| 5  | Анновка               | деревня | 106       | Ивановский сельсовет      |
| 6  | Бахарево              | село    | 447       | Бахаревский сельсовет     |
| 7  | Беляевка              | село    | 77        | Сампурский сельсовет      |
| 8  | Берёзовка             | деревня | 5         | Сатинский сельсовет       |
| 9  | Верхоценье            | село    | 344       | Серединовский сельсовет   |
| 10 | Гавриловка            | деревня | 7         | Ивановский сельсовет      |
| 11 | Гавриловка            | село    | 268       | Сампурский сельсовет      |
| 12 | Дмитриевка            | деревня | 340       | Сатинский сельсовет       |
| 13 | Золотухинский         | посёлок | 7         | Ивановский сельсовет      |
| 14 | Ивановка              | село    | 1157      | Ивановский сельсовет      |
| 15 | Кензарь-Бабино        | деревня | 9         | Сатинский сельсовет       |
| 16 | Марьевка              | деревня | 247       | Ивановский сельсовет      |
| 17 | Марьевка              | деревня | 225       | Ивановский сельсовет      |
| 18 | Медное                | село    | 425       | Сатинский сельсовет       |
| 19 | Никольский            | посёлок | 21        | Ивановский сельсовет      |
| 20 | Осино-Лазовка         | село    | 250       | Сатинский сельсовет       |
| 21 | Павловка              | деревня | 99        | Сампурский сельсовет      |
| 22 | Пановы Кусты          | село    | 368       | Бахаревский сельсовет     |
| 23 | Первомайское          | село    | 222       | Ивановский сельсовет      |
| 24 | Перикса               | село    | 692       | Сатинский сельсовет       |
| 25 | Петровка              | село    | 594       | Сатинский сельсовет       |
| 26 | Понзари               | село    | 257       | Серединовский сельсовет   |
| 27 | Прудовка              | деревня | 123       | Бахаревский сельсовет     |
| 28 | Садовая               | деревня | 77        | Сампурский сельсовет      |
| 29 | Сампур                | село    | ↘2090     | Сампурский сельсовет      |
| 30 | Сатинка               | посёлок | ↘3301     | Сатинский сельсовет       |
| 31 | Сергеевка             | посёлок | 27        | Ивановский сельсовет      |
| 32 | Серединовка           | село    | 402       | Серединовский сельсовет   |
| 33 | совхоза «Россия»      | посёлок | 762       | Ивановский сельсовет      |
| 34 | Солонцовка            | деревня | 80        | Сатинский сельсовет       |
| 35 | Текино                | село    | 409       | Сампурский сельсовет      |
| 36 | Учхоз «Громок»        | посёлок | 97        | Сампурский сельсовет      |

### Упразднённые населённые пункты
Посёлки Искра и Кензарь (ныне входит в посёлок Сатинка)
- 2000 г. — посёлки Колпачек   Серединовского сельсовета и Козинка  Первомайского  сельсовета[23].
- 2009 г. — деревня Козелец[24].
- В 2023 году село Понзари Ивановского сельсовета включено в состав села Понзари Серединовского сельсовета[25].